# Рафиков, Сагид Рауфович
Сагид Рауфович Рафиков (1912—1992) — советский химик, академик АН Казахской ССР (1962), член-корреспондент АН СССР (1970).
Автор свыше 900 научных трудов, в том числе первых в стране учебников для вузов по химии и физико-химии полимеров. Член научных советов по высокомолекулярным соединениям АН СССР (с 1971). Удостоен премий Совета Министров СССР (1983) и им. С. В. Лебедева РАН (1992, посмертно). Награждён орденами Трудового Красного Знамени (1975) и Дружбы народов (1982).

## Биография
Родился 6 (19) апреля 1912 года в деревне Каишево.
Окончил в 1937 году Казанский химико-технологический институт. Затем работал на заводе синтетического каучука в Казани.
1938—1948 работал в институтах органической химии АН СССР. С 1948 по 1954 в институте химических наук АН КазССР. С 1954 по 1967 в институте элементоорганических соединений АН СССР.
С 1968 года по 1977 год был директором Института химии Башкирского Филиала АН СССР. С 1967 по 1984 — председатель президиума Башкирского филиала АН СССР.
С 1984 года и до самой смерти работал старшим научным сотрудником Института истории естествознания и техники АН СССР.
Похоронен на Троекуровском кладбище.

## Основные научные работы
Сагид Рауфович Рафиков является основателем химии высокомолекулярных соединений в Казахстане.
Им впервые в СССР синтезированы волокнообразные полиамиды, разработаны способ синтеза ароматических карбоновых кислот и их производных каталитическим окислением и окислительным аммонолизом алкилбензолов.
Предложен метод получения привитых сополимеров радиационной полимеризацией мономеров из газовой фазы на твёрдые поверхности.
Сагид Рафиков сформулировал основные положения теории и практики слабого ингибирования и открыл принципы регулирования процессов полимеризации.
- Введение к изучению высокомолекулярных соединений. Москва, Ленинград, 1946.
- Синтетические смолы и пластмассы. Алма-Ата, 1950.
- Методы определения молекулярных весов и полидисперсности полимеров. Москва, 1963.